# Oliver de Blois
Olivier de Blois o Oliver de Châtillon, fou comte de Penthièvre (1404- 1433), vescomte de Llemotges, senyor d'Avesnes, mort el 8 de setembre de 1433 al castell d'Avesnes, fill de Joan I de Châtillon i de Margarida de Clisson; net de la duquessa Joana de Penthièvre i de Carles de Blois. Va morir el 1433 i va llegar el comtat de Penthièvre al seu germà segon Joan II de Châtillon
Joan V de Bretanya, havia fet la pau amb els comtes de Penthièvre i, per tant, amb Oliver de Blois, però aquests no havien renunciat a regnar sobre Bretanya. Convidat a una festa que donaven a Champtoceaux el 1420, hi va anar, però fou agafat sota l'ordre de Margarida de Clisson (comtessa vídua de Penthièvre), quedant detingut i sent amenaçat de mort. Aquest segrest sense precedents va emocionar llavors als prínceps europeus, però no va provocar cap intervenció de la cort de França. Però l'acció de la seva esposa, la duquessa Joana de França i dels barons bretons li va permetre recobrar la seva llibertat.
La fortalesa de la Roche-Suhart, erigida sobre el territori de Trémuson, ocupat per Oliver de Blois, fou capturada per les tropes del duc Joan V de Bretanya. El Goëlo fou confiscat pel duc Joan V de Bretanya en resposta al seu rapte per Oliver de Blois.
Oliver de Blois perseguit pels seus enemics, es va retirar al seu vescomtat de Llemotges des d'on esperava arribar a l'Hainaut, però fou parat en el viatge pel marquès de Bade i no va recuperar la seva llibertat més que pagant un rescat de 30.000 escuts d'or. Va arribar així a les seves terres d'Avesnes. Es va casar amb Joana de Lalaing, senyora de Quiévrain.
Oliver va morir el 1433. La seva esposa va morir el 10 d'abril de 1467 i fou enterrada amb el seu marit en la Col·legial de Saint-Nicolas d'Avesnes-sur-Helpe sota un mausoleu.

## Matrimoni i descendència
- Casat el 22 de juliol de 1406 a Arràs, amb Isabel de Borgonya, comtessa de Penthièvre (1395-1412) (sense posteritat)
- Casat en segones noces després de 1428 amb Joana de Lalaing (†1467) filla de Simó IV de Lalaing.
- Va tenir almenys una amant desconeguda de la que fou pare de:
  - Vaudru de Châtillon-Blois.
  - Margarida de Châtillon-Blois (1420-1484), casada amb Brandélis de Caumont.